# Gestión ambiental
La gestión ambiental, también conocida como gestión del medio ambiente, se refiere al conjunto de estrategias y acciones destinadas al manejo integral del sistema ambiental. Este proceso organiza las actividades humanas que impactan el medio ambiente, con el objetivo de garantizar una adecuada calidad de vida y prevenir o mitigar problemas ambientales presentes y futuros, todo ello en el marco del desarrollo sostenible.
En otras palabras, la gestión ambiental aborda cómo alcanzar los objetivos del desarrollo sostenible: lograr un equilibrio entre el desarrollo económico, el crecimiento poblacional, el uso racional de los recursos y la protección del medio ambiente. Este concepto incluye tanto acciones operativas como políticas, directrices y lineamientos formulados por los entes responsables de implementar estas medidas.

## Áreas normativas y legales
Las principales áreas normativas y legales relacionadas con la gestión ambiental incluyen:

### Política ambiental
La política ambiental se refiere a las acciones gubernamentales destinadas a proteger el medio ambiente. Estas acciones resultan de la interacción entre intereses políticos, económicos y sociales, buscando conservar las bases naturales de la vida humana y promover un desarrollo sostenible. Desde los años 70, la creciente conciencia ambiental ha convertido esta área en un sector político autónomo de gran importancia a nivel regional, nacional e internacional.

### Ordenamiento territorial
La planificación territorial, planeamiento territorial, planeación territorial, ordenamiento territorial u ordenación del territorio es la ciencia interdisciplinaria que es a su vez ciencia aplicada, política y técnica administrativa, concedida con un enfoque interdisciplinario y global, que analiza, desarrolla y gestiona los procesos de planificación y desarrollo de los espacios geográficos y territorios, tanto urbanos como rurales, a menudo regiones administrativas determinadas de escala local, regional o nacional, según sus posibilidades ambientales, económicas y sociales, propiciando su desarrollo sostenible.

### Evaluación de impacto ambiental
Este procedimiento se encuentra regulado por leyes ambientales específicas en cada país o región, que establecen los criterios y metodologías para su aplicación. Por lo general, el proceso inicia con la presentación del proyecto a las autoridades competentes, quienes supervisan la consulta previa con las partes interesadas y afectadas. Posteriormente, el promotor del proyecto elabora el estudio de impacto ambiental, que es revisado por las instancias gubernamentales y sometido a procesos de participación pública. Finalmente, se emite una resolución que puede culminar en la aprobación del proyecto mediante una Licencia Ambiental que autoriza la puesta en marcha del proyecto, en algunos países se la conoce como Declaración de Impacto Ambiental (DIA), y es emitida por parte del órgano ambiental pertinente.  
El concepto de EIA surgió en la legislación de Estados Unidos en 1969 con la promulgación de la Ley Nacional de Política Ambiental (NEPA, por sus siglas en inglés), y posteriormente fue adoptado por otros países y regiones, como la Unión Europea en 1985. Actualmente, es un requisito en muchas legislaciones, donde las consecuencias de una evaluación negativa pueden variar desde la modificación del proyecto hasta su cancelación.  

### Contaminación
La contaminación es la introducción de sustancias nocivas o elementos físicos en un medio ambiente, lo que provoca que este sea inseguro o no apto para su uso. Puede afectar ecosistemas, medios físicos o seres vivos, y sus causas suelen estar asociadas a actividades humanas, considerándose una forma de impacto ambiental. Los contaminantes pueden ser sustancias químicas (como plaguicidas, metales pesados o petróleo) o formas de energía (como calor, ruido, luz o radiación).
La contaminación se clasifica según su fuente (natural o antropogénica), el tipo de contaminante (químico, biológico, energético) o el medio afectado (aire, agua, suelo). Entre sus impactos más destacados están el deterioro de los ecosistemas, el cambio climático, la lluvia ácida y la afectación directa a la salud humana, como enfermedades respiratorias y cardiovasculares.

### Educación ambiental
La educación ambiental es un campo pedagógico interdisciplinario y heterogéneo que busca generar procesos para la construcción de saberes, valores y prácticas en la ciudadanía para promover la conciencia ecológica y el cuidado del ambiente en espacios de educación formal, no formal e informal. Sus objetivos incluyen reconstruir las relaciones entre sociedad, economía y naturaleza, promoviendo acciones que aborden problemáticas ambientales y sociales.
Este campo integra diversos enfoques, desde un modelo estrecho, centrado en la naturaleza biofísica, hasta un enfoque amplio y emancipatorio, orientado a reconstruir las relaciones entre la sociedad, las personas, la economía y la naturaleza.
El primer hito internacional de la educación ambiental fue la Carta de Belgrado (1975), que estableció objetivos como conciencia, conocimientos, actitudes y participación, Desde entonces, la concepción ha evolucionado en décadas posteriores diferenciándose de la educación para el desarrollo sostenible, aunque ambas áreas mantienen vínculos conceptuales.

### Paisaje
El concepto de paisaje  se utiliza de manera diferente por varios campos de estudio, aunque todos los usos del término llevan implícita la existencia de un sujeto observador (el que visualiza) y de un objeto observado (el terreno), del que se destacan fundamentalmente sus cualidades visuales y espaciales.
El paisaje, desde el punto de vista geográfico, es el objeto de estudio primordial y el documento geográfico básico a partir del cual se hace la geografía. En general, se entiende por paisaje cualquier área de la superficie terrestre producto de la interacción de los diferentes factores presentes en ella y que tienen un reflejo visual en el espacio. El paisaje geográfico es por tanto el aspecto que adquiere el espacio geográfico. El paisaje, desde el punto de vista artístico, sobre todo pictórico, es la representación gráfica de un terreno extenso. Con el mismo significado se utiliza el término país (no debe confundirse con el concepto político de país). El paisaje también puede ser el objeto material a crear o modificar por el arte mismo.
En literatura, la descripción del paisaje es una forma literaria que se denomina topografía (término que también da nombre a la topografía como ciencia y técnica que se emplea para la representación gráfica de la superficie terrestre). En construcciones literarias y ensayísticas es habitual comparar el paisaje con el paisanaje (de paisano), es decir, el medio con los grupos humanos.

### Normas internacionales
Entre las normas voluntarias relacionadas con la gestión ambiental, destaca la ISO 14001:2015, un estándar internacional que establece los requisitos mínimos para la creación de un Sistema de Gestión Ambiental (SGA). Esta norma busca ayudar a las organizaciones a mejorar su desempeño ambiental mediante un enfoque sistemático en la reducción de impactos negativos sobre el medio ambiente.

## Objetivos prioritarios de la gestión ambiental
Entre los principales objetivos de un Sistema de Gestión Ambiental (SGA) se encuentran:

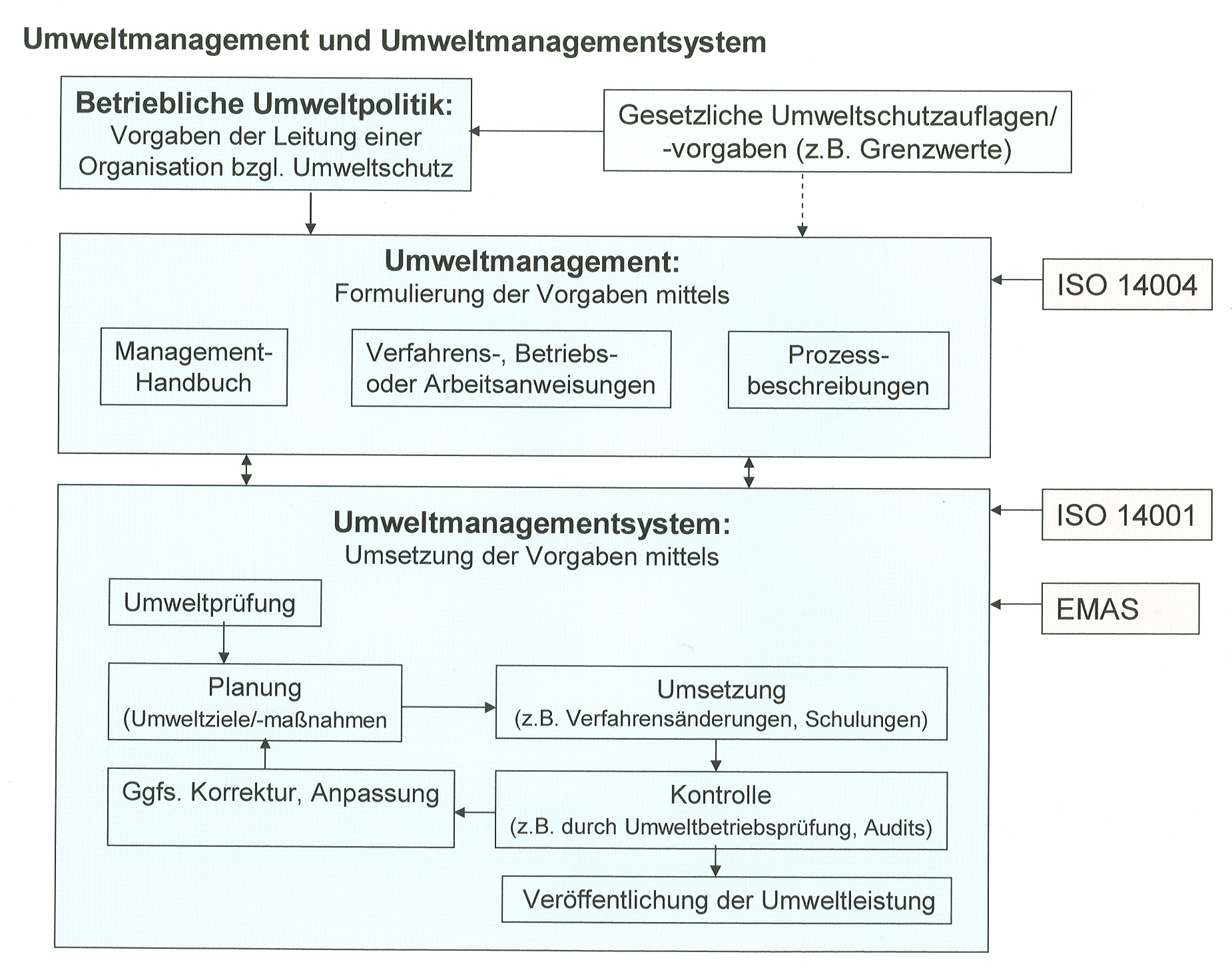
Gestión ambiental y SGA de una organización (en alemán).

1. Definir una estructura organizacional: Establecer una estructura articulada a la organización que defina las instancias de dirección, coordinación y ejecución del SGA, con responsabilidades claras.
2. Asignación de recursos: Dotar al SGA de los recursos humanos, financieros y materiales necesarios para alcanzar los objetivos propuestos. Esto incluye la elaboración de presupuestos que reflejen las actividades por ejecutar.
3. Establecer procedimientos y controles: Definir procedimientos, sistemas de soporte y mecanismos de control operativo para garantizar la correcta implementación del SGA en todos los niveles de la organización.
4. Ordenamiento ambiental del territorio: Caracterizar el entorno territorial, identificando sus ecosistemas y recursos naturales para establecer una zonificación ambiental que permita un uso sostenible de los recursos.
5. Protección de áreas naturales: Preservar y proteger las áreas más valiosas del entorno natural, estableciendo áreas protegidas y fomentando la conservación de la biodiversidad.
6. Conservación de cuencas hídricas: Recuperar y proteger las cabeceras de ríos y otras fuentes de agua importantes, asegurando la protección de la cubierta vegetal necesaria para la regulación hídrica.
7. Descontaminación: Implementar acciones de descontaminación en cuerpos de agua, suelos y atmósfera, promoviendo el uso de tecnologías limpias para minimizar los impactos ambientales negativos.
8. Ecología urbana: Fomentar la creación de entornos urbanos sostenibles, con políticas que promuevan el respeto ambiental y la estética urbana.
9. Educación ambiental: Implementar programas continuos de educación ambiental que fomenten la concienciación de la población sobre la importancia de proteger el medio ambiente.
10. Enfoque integral: Priorizar una visión integral del medio ambiente, donde todas las áreas de intervención trabajen de manera conjunta para lograr un desarrollo sostenible y una convivencia armónica con la naturaleza.

## Sostenibilidad ambiental
La sostenibilidad ambiental se centra en mantener la productividad y diversidad biológica a largo plazo, protegiendo los recursos naturales para las generaciones futuras. Este concepto promueve un equilibrio entre el desarrollo humano y la preservación ambiental. En la actualidad, muchas empresas han comenzado a implementar prácticas sostenibles en sus operaciones, contribuyendo a la reducción de la huella ambiental.
La sostenibilidad ambiental no se limita solo a la conservación de la naturaleza, sino que también abarca la justicia social y la resiliencia económica. Se reconoce que los impactos ambientales suelen afectar de manera desproporcionada a las comunidades más vulnerables, por lo que la sostenibilidad busca remediar estas desigualdades, fortalecer la capacidad de resiliencia de las comunidades para enfrentar desastres naturales y mitigar los efectos de la crisis climática. En este sentido, la sostenibilidad ambiental es uno de los pilares fundamentales del desarrollo sostenible, junto con la sostenibilidad social y económica, todos ellos interdependientes para lograr un futuro más justo y equilibrado.
Entre las prácticas asociadas a la sostenibilidad ambiental se incluyen:
- Agricultura sostenible: Uso de métodos como el compostaje y la rotación de cultivos.
- Transición energética: Adopción de fuentes renovables, como la solar y la eólica.
- Consumo responsable de agua: Reducción y optimización de su uso.
- Reciclaje: Aplicado a nivel individual y empresarial.
- Ecoturismo: Promoción del desarrollo económico local y la conservación de espacios naturales.